# Bernd-Peter Arnold
Bernd-Peter Arnold (* 5. Februar 1939 in Wiesbaden) ist ein deutscher Sachbuchautor, Journalist und Honorarprofessor.

## Werdegang
Er studierte von 1959 bis 1965 Rechtswissenschaften in Berlin und Mainz. Während des Studiums begann er als Reporter und Redakteur für den Hörfunk des Hessischen Rundfunks zu arbeiten. 1965 wurde er dort als Nachrichtenredakteur fest angestellt. Er war bis 2004 für den Hessischen Rundfunk tätig, unter anderem als Leiter der Hörfunkwelle hr4 und des Wirtschaftsradios hr-skyline.
Seit 1981 ist Bernd-Peter Arnold als Lehrbeauftragter am Institut für Publizistik der Johannes Gutenberg-Universität Mainz tätig. 2007 wurde er zum Honorarprofessor berufen.

## Schriften (Auswahl)
- ABC des Hörfunks. UVK-Medien, Konstanz 1999, ISBN 3-89669-261-5.
- Nachrichten. Schlüssel zu aller Information.  Nomos, Baden-Baden 2016, ISBN 3-8487-2162-7.
- Die Medien sind an allem schuld!? Behauptungen – Vermutungen – Erklärungen. VISTAS, Leipzig 2018, ISBN 3-89158-642-6.
- Die uninformierte Gesellschaft. Cuvillier Verlag, Göttingen 2021, ISBN 3-7369-7490-6.